# 9 juin 1914
Le 9 juin 1914 est le 160e jour de l'année 1914 du calendrier grégorien. Il s'agit d'un mardi.

## Événements
- Mise en place du quatrième gouvernement Alexandre Ribot. Il succède au premier gouvernement Doumergue, qui a démissionné le 2 juin. Il ne se maintient que trois jours et démissionne à son tour le 12 juin[1]
- Johnny Coulon perd son titre de champion du monde des poids coqs de la boxe anglaise après sa défaite face à Kid Williams[2]. Kid Williams conserve son titre jusqu'au 9 janvier 1917, à l'issue de sa défaite face à Pete Herman[3].

## Naissances
- Jacques Fauvet, journaliste français, directeur du Monde
- Michel Fourquet, officier français, Compagnon de la Libération
- Dietrich Peltz, Generalmajor allemand, actif pendant la Seconde Guerre mondiale
- Anne-Marie Bauer, résistante française

## Décès
- Johann Sobeck, clarinettiste et compositeur allemand
- Abraam d'El-Fayoum, évêque métropolite copte, saint de l'église copte